# Aristolochia rotunda
Aristolochia rotunda es una planta originaria de Europa meridional, aunque se encuentra también en Japón. En castellano recibe la denominación popular de aristoloquia redonda y aristoloquia hembra.

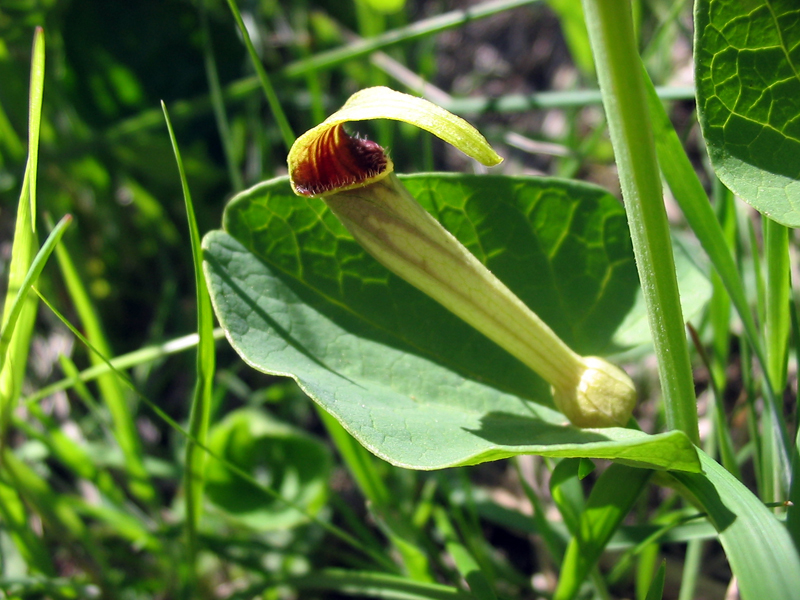
Detalle de la flor

## Características
Es una hierba o arbustillo con hojas alternas, con flores grandes tubulares, de hasta 5 cm de longitud y olor desagradable, se presentan siempre solitarias con pedúnculo algo menor de 2 cm, tiene el limbo de color pardo oscuro en el exterior y el interior con líneas de color púrpura. Tiene una raíz en forma de huso de 5-25 cm de longitud.
- Tallos de hasta 70 cm, erectos, nada ramificados. El fruto como todas las aristolochia es una cápsula de unos 2 cm de diámetro.

## Propiedades
- Estimulante aromático contra la gota y el reumatismo.
- Según Galeno es la más eficaz de todas las Aristolochias.
- Se usa también como emenagoga.

## Taxonomía
Aristolochia rotunda fue descrita por Carlos Linneo  y publicado en Species Plantarum 2: 960. 1753.
Etimología
Aristolochia: nombre genérico que deriva de las palabras griegas aristos ( άριστος ) = "que es útil" y locheia ( λοχεία ) = "nacimiento", por su antiguo uso como ayuda en los partos.  Sin embargo, según Cicerón, la planta lleva el nombre de un tal "Aristolochos", que a partir de un sueño, había aprendido a utilizarla como un antídoto para las mordeduras de serpiente.

La aristoloquia se llamó ansí por parecer que a las mujeres socorría en el parto........La redonda tiene virtud contra todas las otras ponzoñas; mas la luenga resiste el daño de las serpientes y de cualquier veneno mortífero si se bebe una dracma della con vino y se aplica también por de fuera. Bebida con pimienta y con mirra expele el menstruo, las pares y la criatura del vientre; y lo mismo hace metida en la natura de la mujer. Pedacio Dioscórides Anazarbeo, acerca de la Materia Medicinal y de los venenos mortíferos. Andrés Laguna. 1566, Salamanca.

rotunda:, epíteto latino que significa "redonda".
Sinonimia
- Aristolochia insularis Y.Nardi & Arrigoni[7]

## Nombre común
- Castellano: aristologia hembra, aristologia redonda, aristoloquia hembra, aristoloquia redonda, astronomia, cornamusa, eristoloquia redonda. Catalán: aristòloquia rodona, caputxes, carbassa, carbassina pudent, herba de la gouda.[8]